# Bracia Be

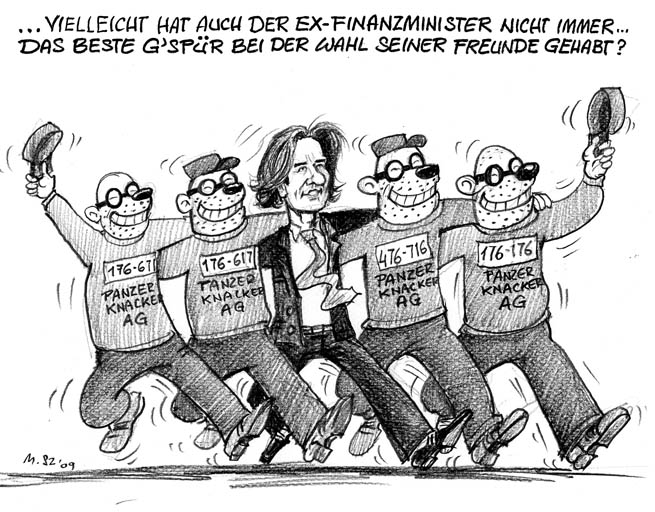
Bracia Be

Bracia Be (w pierwszych publikacjach jako Równe Chłopaki, ang. Beagle Boys) – komiksowe postaci fikcyjne, stworzone przez Carla Barksa. Po raz pierwszy wystąpili w komiksie „Zmartwienie dużego kalibru” (ang. „Terror of the Beagle Boys”).

## Opis postaci
Bracia Be to organizacja przestępcza, w której skład wchodzą kuzyni lub bracia. Najczęstszym celem ich ataków jest Skarbiec Sknerusa McKwacza. Są jednymi z najstarszych jego wrogów. Ich pierwsze spotkanie nastąpiło w 1880 roku. Don Rosa poświęcił temu drugi rozdział Życia i czasów Sknerusa McKwacza – Władca Missisipi. W tej historii nastoletni Sknerus spotyka Dziadka Be i jego synów, którzy dotychczas mieszkali w małej szopie w Louisville w stanie Kentucky (USA). Na początku nie nosili masek, namówił ich do tego dopiero nieuczciwy właściciel kilku parowców, Porker Hogg, by ukryć ich twarze, kiedy pomagali mu przeszkodzić Angusowi i Sknerusowi McKwaczom w poszukiwaniach zatopionego parowca z sejfem pełnym złota na pokładzie. W dalszej części tego komiksu Sknerus po raz pierwszy w historii używa nazwy „Bracia Be.” Byli to prawdopodobnie dziadek i ojcowie pokolenia Braci Be, które aktualnie żyje w Kaczogrodzie. Tak więc, Bracia Be to grupa złożona z braci i kuzynów. Bracia Be nigdy nie mówią do siebie po imieniu, ale nazywają się numerami więziennymi.

## Lista postaci
Do Braci Be należą:
- 176-167
- 176-176
- 176-617
- 176-671
- 176-716
- 176-761
- Dziadek Be (podobno jego imię to Brutalny Benek) nr więzienny: jest na „zwolnieniu warunkowym” (w latach 1990-1997 był przedstawiany jako „ułaskawiony” lub „łaska”)
- Babcia Be[1]
- Wujek Be
- Kuzyn Fuj albo Ooo
- Kuzyn Klaps-176[2]
- Kuzyn Intelekt albo Inteligent Be (nr. więzienny: I-176)
- Kuzyn Papuga Be (nr. więzienny: 176-567)[3]
- James Be (nr. więzienny: 00716)
- Betomas – najlepszy brat Be (nr. więzienny X)[4]
- Betka Be
- Kasia Be – jedyna uczciwa z rodziny Be. Marzy o zostaniu policjantką[5].
- Bereks – pies Braci Be
- Pirat Be – zwany też Piratem BB lub Banachem – postać występująca w kilku komiksach z lat 1982-1987
- Dzióbek (ptak Braci Be)
- Siostry Be: Bumbum, Główka, Bejbi[6]
- Olimpia – bardzo umięśniona (nr. więzienny O-176)[7]
- Grupy Braci Be rozmieszczonych we wszystkich krajach całego świata
- Kuzyn Artykuł 176 – Brat Be adwokat mieszkający w Paragrafowie z pozoru tylko uczciwy
- Pedro Be (nr. więzienny PEDRO)

W przypadku sześciu pierwszych braci nie znamy ich imion ani pseudonimów, a jedynie numery więzienne, po których są identyfikowani.

## Kacze opowieści
Bracia Be, oprócz występowania w komiksach, występowali także w serialu animowanym Kacze opowieści (1987) i jego reboocie z 2017 roku. Jednak serialowi bracia różnią się zasadniczo od komiksowych: są różnej tuszy i wzrostu, podczas gdy komiksowi bracia są w większości przypadków identyczni. Oprócz tego w wersji serialowej posiadają imiona, a zamiast Dziadka Be ich głównym dowódcą jest niemal niewystępująca w komiksach Mama Be. W jednym odcinku pojawia się także żeński odpowiednik – Siostry Be.
W polskiej wersji animacji głosów rodzince Be użyczyli:
| Numer więzienny                          | Oryginalne imię | Imię w pierwszej wersji dubbingowej | Imię w drugiej wersji dubbingowej | Aktor głosowy (pierwsza wersja dubbingowa                         | Aktor głosowy (druga wersja dubbingowa)   |
| ---------------------------------------- | --------------- | ----------------------------------- | --------------------------------- | ----------------------------------------------------------------- | ----------------------------------------- |
| brak                                     | Ma Beagle       | Mamuśka Be                          | Mamuśka Be                        | Irena Malarczyk                                                   | Małgorzata Duda-Kozera                    |
| 167-671 (w niektórych odcinkach 167-617) | Bigtime         | Bombiarz                            | Bobas                             | Mirosław Wieprzewski                                              | Dominik Łoś                               |
| 167-671 (w niektórych odcinkach 167-617) | Bonaparte       | Bonaparte                           | Bonaparte                         | Mirosław Wieprzewski                                              | Dominik Łoś                               |
| 761-176                                  | Burger          | Brzucho                             | Buźka                             | Józef Mika Piotr Dobrowolski                                      | Jacek Lenartowicz                         |
| 761-176                                  | Bernaise        | Bernaise                            | Bernaise                          | Józef Mika                                                        | Jacek Lenartowicz                         |
| 617-716                                  | Baggy           | Baniak                              | Bandzior                          | Edward Dargiewicz Jerzy Słonka Piotr Dobrowolski Marcin Sosnowski | Janusz Wituch January Brunov Cezary Nowak |
| 716-167                                  | Bouncer         | Bysio                               | Bysior                            | Marcin Sosnowski Edward Dargiewicz                                | Marek Frąckowiak Krzysztof Kołbasiuk      |
| 716-167                                  | Bicep           | Biceps                              | Biceps                            | Edward Dargiewicz                                                 | Marek Frąckowiak                          |
| 617-167                                  | Bankjob         | Bankier                             | Bankorób                          | Mariusz Czajka Jerzy Słonka Edward Dargiewicz                     | Zbigniew Konopka                          |
| 176-167                                  | Babyface        | Bobas                               | Bąbel                             | Piotr Dobrowolski Józef Mika                                      | Wojciech Machnicki                        |
| 671-761                                  | Bebop           | Baluba                              | Baluba                            | Marek Frąckowiak Wojciech Machnicki                               | Mieczysław Morański Janusz Wituch         |
| 117-671                                  | Bomber          | Bomber                              | Bomba                             | Piotr Dobrowolski                                                 | Tomasz Kozłowicz                          |
| brak                                     | nie podano      | nie podano                          | nie podano                        | Edward Dargiewicz                                                 | Marek Frąckowiak                          |
| brak                                     | Butch           | Butch                               | Butch                             | Marek Frąckowiak                                                  | ?                                         |
| brak                                     | Wild Bill       | Bizon                               | Bill                              | ?                                                                 | Dominik Łoś                               |
| 176-617                                  | Backwoods       | Balon                               | Brodacz                           | Jerzy Słonka                                                      | ?                                         |
| ?                                        | Binky           | Bolo                                | Baniak                            | Andrzej Gawroński                                                 | ?                                         |
| 167                                      | Bacon           | Bekon                               | Bekon                             | brak                                                              | brak                                      |
| 767-171                                  | Bouffant        | Bufka                               | Bufka                             | Ewa Wawrzoń                                                       | Anna Ułas                                 |
| 776-177                                  | Babydoll        | Buźka                               | Baby                              | Agata Gawrońska-Bauman                                            | ?                                         |
| 382-238                                  | Boom-Boom       | Blondula                            | Boom-Boom                         | Iwona Rulewicz                                                    | Joanna Pach                               |
| {\displaystyle {\sqrt[{6}]{716^{6}}}}    | Megabyte        | Megabajt                            | Bystry Bajt                       | Robert Rozmus                                                     | Janusz Zadura Adam Krylik                 |